# Victoria Kawesa
Victoria Kawesa (Kampala, 12 de abril de 1975) es una profesora y política ugandesa con pasaporte sueco activista en la lucha antirracista y feminista. Desde el 24 de marzo de 2017 lidera la formación política Iniciativa Feminista junto a su fundadora Gudrun Shyman, convirtiéndose en la primera líder de un partido relevante en Suecia que no ha nacido en este país.

## Trayectoria
LLegó a Suecia como refugiada a los nueve años junto a su familia procedente de Uganda instalándose en Tensta, en Estocolmo.
Victoria es estudiante de doctorado en Estudios de Género y ha estado trabajando en el ámbito de la Unión Europea en derechos humanos, investigando y trabajando como experta temas relacionados con igualdad de género, migración, racismo, derechos de la infancia y protección jurídica, etc.
En la actualidad es profesora en estudios de género en la Universidad de Södertörns de Estocolomo.
En 2014 fue la tercera en la lista de Iniciativa Feminista para las elecciones parlamentarias sin lograr escaño. En los últimos años en Iniciativa Feminista fue portavoz de en asuntos de antirracismo y feminismo.
El 26 de marzo de 2017 en el congreso general del partido, celebrado en Västerås  fue elegida para liderar la formación Iniciativa Feminista compartiendo la dirección con la hasta ahora líder en solitario y cofundadora de la organización Gudrun Schyman.